# Kiyoshi Ueda

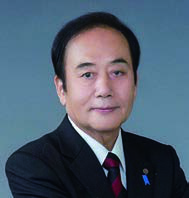
Kiyoshi Ueda (2018)

Kiyoshi Ueda (jap. 上田 清司 Ueda Kiyoshi; * 15. Mai 1948 in Fukuoka) ist ein japanischer Politiker (Neuer Liberaler Klub→Liberaldemokratische Partei→Erneuerungspartei→Neue Fortschrittspartei→From Five→Minseitō→Demokratische Partei→parteilos→parteilos zur DVP-Fraktion→partei- & fraktionslos→parteilos zur DVP-Fraktion) und seit 2019 Mitglied im Rätehaus, dem Oberhaus des Nationalparlaments, für die Präfektur Saitama. Von 2003 bis 2019 war er Gouverneur von Saitama.

## Leben
Ueda studierte Rechtswissenschaften an der Hōsei-Universität und der Waseda-Universität. Dazwischen betrieb er ein Juku in Tokorozawa. Von 1979 bis 1986 war er Dozent an der Kensetsu Daigakkō (建設大学校), der Akademie des Bauministeriums (heute: kokudo kōtsū daigakkō des MLIT).
1976, noch während seines Studiums, beteiligte Ueda sich an der Gründung des Neuen Liberalen Klubs, für den er 1980, 1983 und 1986 erfolglos für das Shūgiin kandidierte. Bei der Shūgiin-Wahl 1993 wurde er erstmals als Kandidat der Shinseitō im 5. Wahlkreis (ab 1994: 4. Wahlkreis) Saitama gewählt. 1996 wurde er für die Neue Fortschrittspartei, 2000 für die Demokratische Partei (DPJ) wiedergewählt.
Im August 2003 legte Ueda sein Mandat und seine Parteizugehörigkeit nieder, um als Unabhängiger bei den Gouverneurswahlen in Saitama am 31. August anzutreten, nachdem der bisherige Amtsinhaber Yoshihiko Tsuchiya wegen eines Spendenskandals zurückgetreten war. In einem Feld von acht Kandidaten setzte er sich mit 40,80 % (808.092 Stimmen) durch. 2007 und 2011 wurde er mit breiter Unterstützung von LDP, DPJ und Kōmeitō und jeweils nur zwei Gegenkandidaten wiedergewählt.
Ueda war einer der wenigen Unterstützter der Idee einer gemeinsamen Verwaltungsstruktur für den Großraum Tokio, die vom Gouverneur von Kanagawa, Shigefumi Matsuzawa (vorher ebenfalls DPJ-Mitglied), 2003 lanciert wurde. Von 2018 bis 2019 war er Vorsitzender der Nationalen Gouverneurskonferenz.
Zur Gouverneurswahl 2019 trat Ueda nicht mehr an. Zu seinem Nachfolger wurde der von ihm unterstützte Motohiro Ōno gewählt. Im Oktober 2019 gewann Ueda die Nachwahl in Saitama für Ōnos vorherigen Sitz im Rätehaus. Seine Kandidatur wurde unverbindlich von den Präfekturverbänden von KDP und DVP unterstützt, aber der einzige Gegenkandidat war Takashi Tachibana von der „Partei zum Schutz der Bürger vor der NHK“. Die Wahlbeteiligung unterschritt 21 %. Im Oktober 2020 trat er der Fraktion der Demokratischen Volkspartei bei. Bei der regulären Wahl 2022 erhielt er den zweithöchsten Stimmenanteil und wurde für volle sechs Jahre wiedergewählt. Im Januar 2024 verließ er die DVP-Fraktion wieder. Im Oktober 2024 trat er erneut bei.